# Ораторіани Ісуса
Ораторіани Ісуса, або Конгрегація ораторіан Ісуса та Марії (лат. Congregatio Oratorii Iesu et Mariae) — це товариство апостольського життя католицької церкви, що складається з священників і мирян, які живуть в співтоваристві без чернечих обітниць.

## Історія

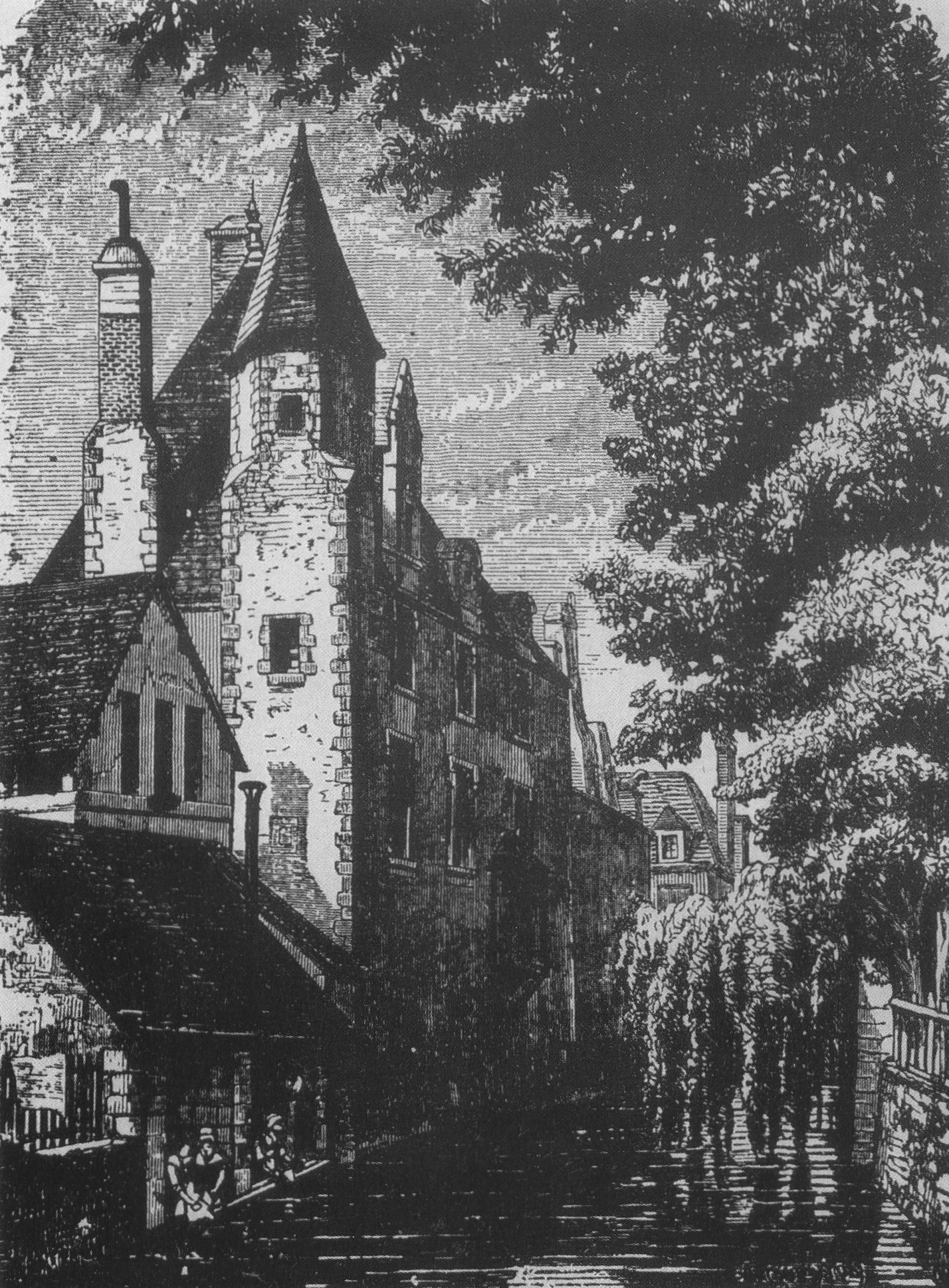
У восьмирічному віці Бальзак був відправлений в гімназію ораторіан у Вандом.

Натхненні ораторіанцями, які були засновані св.Філіпо Нері в Римі, 11 листопада 1611 року кардиналом П'єром де Берюллем (1575—1629) була заснована конгрегація у Парижі. В той час, коли багато священників не дзвонять (не служать) і думають про економічну вигоду від церковної кар'єри він хотів утворити «товариство священників, без зобов'язання, які мають тенденцію до вдосконалення всіх священницьких сил, щоб виконувати всі свої функції і для навчання  тих, хто цього прагне». Ораторіани Франції були затверджені Павлом V в 1613 році. У XVII та XVIII століттях вони були значно поширені в Франції, де вони брали участь у навчанні, будучи конкурентами єзуїтів в цій області. Придушені революційною владою в 1792 році, були відновлені в 1852 Альфонсом Гратрі (1805—1872) і П'єром Петьйотом (1801—1888). З тих пір в основному займалися управлінням коледжів і семінарій. Новий орден,щоб диференціювати себе від старого, назвався  Ораторіани Непорочного Зачаття і в 1864 році після папського указу взяли з ім'я Ораторіани Ісуса Христа нашого Пана і Непорочного Зачаття Марії.
Наприкінці 2005 року було 55 членів (з них 53 священників) та 8 домів. Її членами були Шарль де Кондра, Жак Джозеф Дугует Ніколя Мальбранш, Річард Саймон, Жан-Батист Массілліон, Жозеф Фуше, Паск'є Квеснель, Альфонс Гратрі і Люсьєн Лабертонньєр.